# Аделхайд фон Близкастел
Вижте пояснителната страница за други личности с името Аделхайд.
Аделхайд фон Близкастел (на немски: Adelheid von Blieskastel; † 1272) е графиня от Близкастел и чрез женитба графиня на Арнсберг.
Тя е третата дъщеря на граф Хайнрих фон Близкастел († 1237) и съпругата му Агнес фон Сайн († 1259), наследничка на брат си Хайнрих III фон Сайн († 1247), дъщеря на граф Хайнрих II фон Сайн-Зафенберг († 1203) и Агнес фон Зафенберг († 1201).

## Фамилия
Аделхайд фон Близкастел се омъжва за граф Готфрид III фон Арнсберг (* ок. 1214; † между 1284 и 1287) от Дом Куик, син на граф Готфрид II фон Арнсберг (1157 – 1235) и втората му съпруга Агнес фон Рюденберг († 1237). Тя е втората му съпруга. Двамата имат десет деца:
- Готфрид фон Арнсберг († 1266/1279), женен за графиня Хедвиг фон Равенсберг († 8 юни 1265), дъщеря на граф Лудвиг II фон Равенсберг († 1249) и Гертруда фон Липе († 1244)
- Фридрих фон Арнсберг († 1279)
- Агнес фон Арнсберг (* ок. 1236, † 1306), ок. 1255 абатиса на Мешеде
- Лудвиг († 1313), граф на Арнсберг, женен пр. 1276 или 1277 г. за Петронела (Пиронета) фон Юлих († сл. 1300), дъщеря на граф Вилхелм IV фон Юлих, баща на Готфрид фон Арнсберг (* ок. 1285, † 1363)
- Мехтхилд фон Куик-Арнсберг († сл. 13 август 1298), омъжена пр. 4 септември 1263 г. за Хайнрих III фон Валдек († 1267)
- Йохан фон Арнсберг († 1319), домхер в Утрехт (1266 – 1319), 1310 пропст в Мешеде
- Агнес фон Арнсберг († 1306), ок. 1255 абатиса на Мешеде
- Юта фон Арнсберг († сл. 1272), 1272 монахиня в манастира Парадиз в Соест
- Аделхайд фон Куик-Арнсберг (* ок. 1242, † сл. 1281), омъжена пр. 7 януари 1279 г. за Герлах II фон Долендорф-Кроненбург († 1310)